# Xã Charlotte, Quận Livingston, Illinois
Xã Charlotte (tiếng Anh: Charlotte Township) là một xã thuộc quận Livingston, tiểu bang Illinois, Hoa Kỳ. Năm 2010, dân số của xã này là 136 người.